# Australische Cricket-Nationalmannschaft in Indien in der Saison 1969/70
Die Tour der australischen Cricket-Nationalmannschaft nach Indien in der Saison 1969/70 fand vom 4. November bis zum 28. Dezember 1969 statt. Die internationale Cricket-Tour war Bestandteil der Internationalen Cricket-Saison 1969/70 und umfasste fünf Tests. Australien gewann die Test-Serie 3–1.

## Vorgeschichte
Indien spielte zuvor eine Tour gegen Neuseeland, für Australien war es die erste Tour der Saison.
Das letzte Aufeinandertreffen der beiden Mannschaften bei einer Tour fand in der Saison 1967/68 in Australien statt.

## Stadien
Die folgenden Stadien wurden für die Tour als Austragungsort vorgesehen.
| Stadion                   | Stadt    | Kapazität | Spiele  |
| ------------------------- | -------- | --------- | ------- |
| Brabourne Stadium         | Bombay   | 25.000    | 1. Test |
| Feroz Shah Kotla          | Delhi    | 48.000    | 3. Test |
| Eden Gardens              | Kalkutta | 82.000    | 4. Test |
| Green Park Stadium        | Kanpur   | 33.000    | 2. Test |
| M. A. Chidambaram Stadium | Madras   | 46.000    | 5. Test |

## Kaderlisten
Beide Teams benannten die folgenden Kader.
| Test | Test |
| Indien | Australien |
| --- | --- |
| - Mansur Ali Khan Pataudi (K) - Syed Abid Ali - Mohinder Amarnath - Bishan Singh Bedi - Chandu Borde - Chetan Chauhan - Farokh Engineer (wk) - Ashok Gandotra - Subrata Guha - Ashok Mankad - Erapalli Prasanna - Ambar Roy - Dilip Sardesai - Eknath Solkar - Rusi Surti - Srinivas Venkataraghavan - Gundappa Viswanath - Ajit Wadekar | - Bill Lawry (K) - Ian Chappell - Alan Connolly - Eric Freeman - John Gleeson - Ashley Mallett - Laurie Mayne - Graham McKenzie - Ian Redpath - Paul Sheahan - Keith Stackpole - Brian Taber (wk) - Doug Walters |

## Tour Matches
Australien bestritt fünf Tour Matches gegen indische Zonen-Teams auf dieser Tour.
| 31. Oktober – 2. November Scorecard | Pune | Australien 340-7 (112) & 150-2 (54) | – | West Zone 344-6d (126) |
|                                     |      | Remis                               |   |                        |

| 11. – 13. November Scorecard | Jaipur | Central Zone 153 (66.5) & 136 (65.1)              | – | Australians 321 (89.3) |
|                              |        | Australians gewinnt mit einem Innings und 32 Runs |   |                        |

| 22. – 24. November Scorecard | Jalandhar | Australians 335 (95) & 126-7d (59.1) | – | North Zone 261 (94) & 70-2 (43) |
|                              |           | Remis                                |   |                                 |

| 6. – 8. Dezember Scorecard | Guwahati | Australians 250 (95.5) & 134-6d (37) | – | East Zone 157 (67.4) & 131-2 (63.2) |
|                            |          | Australians gewinnt mit 96 Runs      |   |                                     |

| 20. – 22. Dezember Scorecard | Bangalore | South Zone 239-9d (107) & 155-6d (52) | – | Australians 195 (64.5) & 90-8 (52) |
|                              |           | Remis                                 |   |                                    |

## Tests

### Erster Test in Bombay
| 4. – 9. November Scorecard | Bombay (BS) | Indien 271 (135.4) & 137 (90.2)  | – | Australien 345 (169.4) & 67-2 (26.5) |
|                            |             | Australien gewinnt mit 8 Wickets |   |                                      |

Indien gewann den Münzwurf und entschied sich als Schlagmannschaft beginnen.

### Zweiter Test in Kanpur
| 15. – 20. November Scorecard | Kanpur (GP) | Indien 320 (145.5) & 312-7d (152) | – | Australien 348 (166.2) & 95-0 (44) |
|                              |             | Remis                             |   |                                    |

Indien gewann den Münzwurf und entschied sich als Schlagmannschaft beginnen.

### Dritter Test in Delhi
| 28. November – 2. Dezember Scorecard | Delhi | Australien 296 (119.4) & 107 (58.2) | – | Indien 223 (108.3) & 181-3 (80.4) |
|                                      |       | Indien gewinnt mit 7 Wickets        |   |                                   |

Australien gewann den Münzwurf und entschied sich als Schlagmannschaft beginnen.

### Vierter Test in Kalkutta
| 12. – 16. Dezember Scorecard | Kalkutta | Indien 212 (96.4) & 161 (77.1)    | – | Australien 335 (143.1) & 42-0 (5) |
|                              |          | Australien gewinnt mit 10 Wickets |   |                                   |

Australien gewann den Münzwurf und entschied sich als Feldmannschaft beginnen.

### Fünfter Test in Madras
| 24. – 28. Dezember Scorecard | Madras | Australien 258 (115.2) & 153 (80.5) | – | Indien 163 (62.4) & 171 (85.2) |
|                              |        | Australien gewinnt mit 77 Runs      |   |                                |

Australien gewann den Münzwurf und entschied sich als Schlagmannschaft beginnen.